# Alzona
Alzona (en francès i oficial Alzonne de * alz-) és un municipi de França de la regió d'Occitània, al departament de l'Aude